# Working Title Films
沃克泰托电影公司是一間總部位於英國倫敦的電影製作公司，由蒂姆·貝文和莎拉·瑞克斐在1983年成立，現為環球影業所擁有。沃克泰托电影公司製作電影長片與電視節目。目前艾瑞克·費納和貝文同時擔任公司的董事長。

## 公司概要
沃克泰托电影公司是由製作人蒂姆·貝文和莎拉·瑞克斐在1983年共同創立。在1992年，寶麗金成為沃克泰托的幕後資助公司。在一段時間後瑞克斐離開了沃克泰托，接著獨立電影製作人艾瑞克·費納加入公司。沃克泰托电影公司為寶麗金位於倫敦的製片分公司寶麗金電影娛樂製作了多部電影，這樣的合作關係讓寶麗金在好萊塢成為重要的製片公司之一。1999年，施格蘭公司（Seagram）買下寶麗金，並將之與MCA音樂合併成為了環球音樂集團。寶麗金電影則賣給了環球影業。
雖然合約上允許沃克泰托电影公司製作任何3,500萬美元以下的電影，但貝文和費納仍會事先與母公司NBC環球的執行高層商討製片計劃。Working Title總公司位於倫敦，以員工人數精簡聞名。此外Working Title也在洛杉磯和愛爾蘭設有辦公室。

### WT2Productions
在1999年，貝文和費納另外成立了一間子公司，稱為Working Title 2 Productions，簡稱WT2。這是一間獨立的電影製片公司，由娜塔莎·華頓（Natascha Wharton）負責主導，製作過包括《舞動人生》、《活人甡吃》與《小拳霸》（The Calcium Kid）等多部電影。 

## 資料來源
1. 1 2  Higgins, Charlotte. . London: The Guardian. 2005-04-16  [2013-06-06]. （原始内容存档于2011-01-30）.
2. ↑  . The Guardian.   [2013-06-06]. （原始内容存档于2013-01-13）.

## 外部連結
- 官方网站
- 互联网电影数据库上Working Title Films的资料（英文）
- 互联网电影数据库上WT2 Productions的资料（英文）